# 6232-es mellékút (Magyarország)
A 6232-es számú mellékút egy több mint húsz kilométer hosszú, négy számjegyű mellékút Tolna vármegye északi részén. Paksot köti össze a tőle nyugatra fekvő településekkel.

## Nyomvonala
A 6231-es út legelső szakaszából ágazik ki, Paks központjának déli részén. Nyugat felé indul, Kölesdi út néven; hamarosan délebbnek fordul és kiér a város lakott területéről. Eredeti nyomvonalával aránylag hegyes szögben keresztezte volna az M6-os autópályát, ezért az autópálya építése idején az itteni Nagydorog–Kölesd–Paks-dél csomópont kialakításakor némi nyomvonal-korrekción esett át a mellékút: több iránytörést is beépítettek a nyomvonalába a derékszögű keresztezés érdekében.
2,5 kilométer után halad át felüljárón a sztráda fölött, a két pályairány le- és felhajtó ágait kiszolgáló körforgalmak pedig nagyjából 120-120 méterre helyezkednek el az autópálya középvonalától. Az első körforgalomhoz csak a budapesti felhajtó ág (60 545) és a pécsi lehajtó ág (60 544) csatlakozik, dél felől, a másodikba viszont nemcsak a budapesti lehajtó ág (60 542) és a pécsi felhajtó ág (60 545), észak felől, de innen ágazik ki a 6233-as út is dél felé (Tengelic-Kölesd irányába), miközben a 6232-es nyugatnak folytatódik.
A 4+750-es kilométerszelvénye táján lépi át az út Pusztahencse határát, majd a 7. kilométerénél kiágazik belőle északnak Földespuszta településrész alsóbbrendű bekötőútja. 10,1 kilométer után eléri Györköny határát, innentől kezdve a két település határvonalán halad. A 11. kilométerénél eléri Pusztahencse lakott területének északkeleti szélét, itt kiágazik belőle a 62 137-es út déli irányban: ez vezet a település központjába. Néhány lépéssel arrébb észak felé is kiágazik belőle egy út, ez a 6236-os út, amely Györköny központján keresztül vezet Nagydorog északi részéig. Még körülbelül egy kilométeren át húzódik Pusztahencse lakott területének északi szélén, közben 11,8 kilométer után elhalad a két előbbi település és Nagydorog hármashatára mellett, kicsivel ezután pedig már teljesen nagydorogi területen húzódik.
Innen egy időre északnyugati irányba fordul, és a 15. kilométerének elérése közelében belép Nagydorog házai közé, ahol ismét nyugatabbi irányt vesz. A települési neve először Paksi utca, majd Petőfi utca, így keresztezi – a 16+750-es kilométerszelvénye táján – a 63-as főutat, amely itt pár lépéssel a 25. kilométere után jár. Bő száz méterrel arrébb beletorkollik észak felől az egyirányú, 62 902-es számú mellékút; ez az alig 200 méter hosszú útszakasz a 63-as főútból tér ki és a Kossuth tér háromszög alakú parkját határolja nyugat felől.
Innen az út Lőrinci út néven halad tovább, nagyjából nyugat-délnyugati irányban. A 17. kilométere táján keresztezi a MÁV 46-os számú Sárbogárd–Bátaszék-vasútvonalát, Nagydorog vasútállomás északi szélénél, előtte pár lépéssel kiágazik belőle dél felé a 63 315-ös út, amely az állomást szolgálja ki. 17,5 kilométer után az út kilép Nagydorog házai közül, majd 19,2 kilométer után keresztezi a Sárvíz folyását. A 20+300-as kilométerszelvénye után nem sokkal átlép Sárszentlőrinc területére, majd áthalad a Sió felett is. A település lakott területének déli szélén ér véget, beletorkollva a Harc-Simontornya közti 6317-es útba, annak 25+300-as kilométerszelvénye táján.
Teljes hossza, az országos közutak térképes nyilvántartását szolgáló kira.gov.hu adatbázisa szerint 20,584 kilométer.

## Települések az út mentén
- Paks
- Pusztahencse
- (Györköny)
- Nagydorog
- Sárszentlőrinc